# نایسریاسه
نیسریاس
خانواده نیسریا شامل جنس‌های نیسریا، کینگلا، ایکنلا، سیمون سیلا (simonsiella)، آلیسیلا (alyysiella) و چندین گونه دیگر می‌باشد. نیسریاها کوکسی‌های گرم منفی هستند که معمولاً به صورت دوتایی دیده می‌شوند. نیسریا گنوره (گنوکوک) و نیسریا مننژیتیدس (منگوکوک) برای انسان بیماری‌زا هستند. برخی از نیسریاها از ساکنان طبیعی مجاری تنفسی انسان به شمار می‌روند که به ندرت ایجاد بیماری می‌کنند و معمولاً به صورت خارج سلولی هستند.
گنوکوک‌ها و منگوکوک‌ها شباهت زیادی به هم دارند؛ ۷۰ در صد DNA آن‌ها شبیه به هم است و به وسیله ویژگی‌های اختصاصی و چند تست آزمایشگاهی از یکدیگر افتراق داده می‌شوند.

## تفاوت‌های گنوکوک‌ها و مننگوکوک‌ها
مننگوکوک‌ها کپسول پلی ساکاریدی دارند. در حالی که گنوکوک‌ها ندارند. مننگوکوک‌ها به ندرت دارای پلاسمید هستند اما غالب گنوکوک‌ها پلاسمید دارند. مهم‌تر از همه آنکه این دو گونه بر اساس علائم بالینی که در طی بیماری خود ایجاد می‌کنند، از یکدیگر متمایز می‌شوند. بدین صورت که مننگوکوک مشخصا در مجاری تنفسی فوقانی یافت می‌شود و ایجاد مننژیت می‌کند، در حالی که گنوکوک عفونت تناسلی ایجاد می‌نماید. با این وجود طیف بیماری‌های ایجاد شده توسط گنوکوک‌ها و مننگوکوک‌ها با یکدیگر هم‌پوشانی دارد.

## درمان
از زمان گسترش از پنی‌سیلین، مقاومت گنوکوک‌ها نسبت به پنی‌سیلین به تدریج افزایش یافته‌است. به دلیل انتخاب گونه‌های جهش یافته کروموزومی، در حال حاضر برای مهار شدن بسیاری از گونه‌ها، به غلظت بالایی از پنی‌سیلین نیاز است. میزان شیوع نیسریاگنوره مولد پنی سیلیناز (PPNG) نیز افزایش یافته‌است. مقاومت وابسته به کروموزوم نسبت به تتراسیکلین نیز شایع است. مقاومت نسبت به اسپکتینومایسین نیز مانند مقاومت نسبت به سایر داروهای ضد میکروبی قابل توجه است.
به خاطر مشکلات به مقاومت دارویی در نیسریا گنوره، سازمان بهداشت عمومی ایالات متحده، توصیه کرده‌است که عفونت‌های بدون عارضه تناسلی یارکتال به وسیله تزریق تک دوز سفتریاکسون داخل عضلانی درمان شود. درمان اضافی به وسیله داکسی‌سیکلین خوراکی، دو بار در روز به مدت ۷ روز، در موارد احتمال عفونت‌های هم‌زمان کلامیدیایی توصیه می‌شود.
اریترومایسین خوراکی چهار بار در روز به مدت ۷ روز می‌تواند در زنان حامله جایگزین داکسی‌سیکلین گردد. تغییر در این درمان‌ها برای سایر انواع عفونت‌های گنوکوکی توصیه می‌شود.